# エラフスミヤマクワガタ
エラフスミヤマクワガタ (Lucanus elaphus) は節足動物門昆虫綱甲虫目クワガタムシ科に属するクワガタムシの一種。
古い和名では「アメリカミヤマクワガタ」、「シカツノミヤマクワガタ」と呼ばれていたが、シカツノ（鹿角）は、種小名のelaphusに由来し、最近はこの名で呼ばれることが多い。
他にelaphusの名を持つ甲虫ではホソアカクワガタ属のエラフスホソアカクワガタや、ゾウカブト属のエレファスゾウカブトがいて、かつての和名では「オウサマホソアカクワガタ」、「ゾウカブト」と呼ばれていたが、これら二種も現在では学名を付けた和名で呼ばれる事が多い。

## 分布
北アメリカ大陸のオンタリオ湖周辺部が多く、ミズーリ・ペンシルベニア・ミネソタ・バージニア・ノースカロライナ・ケンタッキー等の各州の森林地帯に生息している。

## 特徴
形状はヨーロッパ（ケルブス）ミヤマクワガタによく似ていて、幅広の頭部や、顎の形状もよく似ている。しかし、ヨーロッパミヤマクワガタだけでなく、日本のミヤマクワガタと比べても全般的に小型であり、体長は大きくても70 mm以下となる。見た目にはヨーロッパミヤマクワガタの大型個体をそのまま縮小したような印象を与えるが、ヨーロッパミヤマとは顎形状が若干異なり、最も目立つ大きな内歯の後方に鋸状の小さな内歯が付くヨーロッパと反対に、本種は内歯の前方に小さい内歯が付くのが差異になっている。大顎先端部の二叉の開きも身体の割に大きい。
アメリカ合衆国の4種のミヤマクワガタのうち、他の3種（プラキドスLucanus placidos、マザマL. mazama、カプレオルスL. capreolus）と比べると、本種は頭循も発達し、最もミヤマクワガタらしい形状となり、アメリカ合衆国産のクワガタムシとしては最大種となる。
ヨーロッパや日本のミヤマクワガタに比べ、全体に体色の赤みが濃く、赤茶色になっている。また、ミヤマクワガタ特有の体に生えている金色の微毛は薄いか、殆ど生えてこない。メスも他のミヤマクワガタのメスの体色が黒っぽくなるのに対し、赤みが強いことが、本種を他国の大型種との大きな違いにしている。

## 生態
アメリカ産のカシやシイなどの常緑広葉樹の森を、生活場所にしている。成虫はそれらの樹液に集まる。
幼虫は腐植土や土化した木を食して暮らし、幼虫期間は小型個体で1年、大型個体で2年ほどと推定され、日本のミヤマクワガタやヨーロッパミヤマクワガタの生態にとても近い。
成虫の寿命はおよそ2か月ほど。

## 飼育
飼育方法は日本のミヤマクワガタと同じく、冷涼な環境で行い、温度は25℃以下が望ましい。ミヤマクワガタ全般の種に言えることで、涼しい環境の必要性から飼育は難しい。
アメリカ唯一の大型のクワガタということと、その優雅なフォルムで人気はあるものの、飼育の難しさと成虫寿命の短さから、ヨーロッパミヤマクワガタと同等か、ある意味それ以上に飼育と入手が難しい種である。

## ギャラリー
- 標本
- 木を上るオス個体
- メス個体